# Breakn' a Sweat
Singles par Skrillex
Narcissistic Cannibal
(2011) Bangarang
(2012)
Singles par The Doors
Get Up and Dance
(1972)
Breakn' a Sweat est une chanson du DJ américain Skrillex sortie en 2011. 3e pistes de son EP Bangarang. le groupe américain de rock The Doors a également participé à la chanson.

## Clip
Un clip pour la chanson, réalisé par Tony Truand, a été dévoilé le 15 janvier 2012 via VEVO . On y voit des séquences prises en direct du documentaire Re:Generation paru en 2012, comprenant des segments d'interviews et de représentations en direct de Skrillex lui-même et des membres survivants de The Doors. Ellie Goulding est le modèle de la vidéo.
Un deuxième clip a été publié via le compte officiel YouTube de Skrillex le 6 novembre 2012 qui a été réalisé par Radical Friend . Celui-ci a également été inclus sur le mode vidéo 3D de la Nintendo 3DS.

## Classement par pays
| Classement (2012)              | Meilleure position |
| ------------------------------ | ------------------ |
| Canada Canadian Hot 100        | 80                 |
| Royaume-Uni (UK Dance Chart)   | 6                  |
| Royaume-Uni (UK Singles Chart) | 32                 |